# FDT
FDT - Powerflasher — проприетарная среда разработки (плагин для IDE Eclipse) приложений Flex/ActionScript3, "совместим" с Android, iOS, HTML5, JS, PHP.
Позволяет разрабатывать на flash в "программистском" стиле, а не в "дизайнерском", как Adobe Flash CS. Ближайший конкурент - Adobe Flash Builder. В отличие от него FDT не позволяет разрабатывать на Flex в визуально-компонентной манере, заставляя работать ручками. Зато многие вещи, например ту же проверку кода, она делает намного лучше. Кроме того в самое ближайшее время FDT будет поддерживать разработку на языке haxe (www.haxe.org). В общем и целом это среда, весьма и весьма заслуживающая внимания любого, кто пишет или собирается писать на flash. Особенно тех, кто не использует и не собирается использовать Flex (для работы с Flex предпочтительнее Adobe Flash Builder).